# Аборовичуте, Дарья Анатольевна
Дарья Анатольевна Аборовичуте (род. 2 марта 1991) — российская футболистка, полузащитница. Выступала за сборную России.

## Биография
С 16-летнего возраста играла во взрослых соревнованиях за дублирующий состав «Чертаново» (Москва) в первом дивизионе, а позднее — за основной состав клуба, также перешедший в первый дивизион. Призывалась в состав юниорской и молодёжной сборной России.
В начале 2012 года, будучи игроком первой лиги, была приглашена в национальную сборную России. Единственный матч за команду сыграла 24 февраля 2012 года против Финляндии, вышла на замену на 60-й минуте.
В 2012 году числилась в клубе «Энергия» (Воронеж), но не сыграла ни одного матча. Позднее перешла в «Россиянку», где провела один матч в высшей лиге — 23 августа 2012 года против клуба «Звезда-2005», заменив на 90-й минуте Наталью Шляпину. По итогам сезона 2012/13 «Россиянка» стала вице-чемпионом России.
В дальнейшем спортсменка выступала в низших дивизионах за клубы «Спарта-Свиблово», «Строгино», «Спартак-2» (все — Москва). Победительница второго дивизиона России 2016 года в составе «Спарты». В мини-футболе играла за «Строгино», «Спартак» (Москва), «Метеор» (Балашиха), «Среднерусский банк».